# Kostel svatého Štěpána (Chotěbudice)
Torzo římskokatolického kostela svatého Štěpána stojí v polích 1,3 km západně od Chotěbudic v okrese Louny. Od roku 1964 je chráněný jako kulturní památka.

## Historie a stavební vývoj
V místech, kde stojí zbytky kostela, se nacházela středověká ves Mladějov. Poprvé je v pramenech doložená v roce 1196, kdy patřila k nadání nově zakládaného kláštera cisterciáků v Mašťově. Zánik Mladějova se dříve dával do souvislosti s II. křižáckou výpravou v roce 1421. Tato domněnka však neodpovídá skutečnosti: Ještě v roce 1455 se Mladějov uvádí zároveň s Chotěbudicemi jako vesnice, o nichž probíhalo dědické řízení. Teprve v roce 1540 je Mladějov označený jako "pustá" vesnice. Zároveň je poprvé uvedeno zasvěcení kostela, stejné jako v současnosti. Kostel už v té době patřil k Chotěbudicím.
Nejstarší písemná zmínka o kostele pochází z roku 1352, kdy je uveden v registru papežských desátků. První doložený patron kostela je v roce 1363 Bušek z Hluban se svými dvěma syny, kteří na místo zemřelého faráře Pavla prezentovali Jana ze Skytal. Jména farářů jsou známa i pro roky 1395 a 1405. V prvním případě to byl Petr ze Žatce, ve druhém Matyáš. Po třicetileté válce, v roce 1662, se kostel stal filiálním k farnosti Mašťov. Tento stav trval do roku 1852, kdy byl převeden do podlesické farnosti. 
Od roku 1945 kostel chátral a do 21. stpletí z něj zůstalo pouhé torzo.V roce 2012 byl vzhledem ke stavu kostela jeho statut zrušen. V sedmdesátých letech dvacátého století se zřítila jeho střecha. V roce 1986 byl spolu s dalšími kostely na Podbořansku navržen k demolici, ke které však už nedošlo.
V kostelním inventáři z roku 1786 se uvádí pozitiv, umístěný na boční tribuně. Ale už v roce 1833 je označen jako polámaný s vykradenými cínovými píšťalami.
Odborné názory na dobu postavení kostela se liší. Zatímco Dobroslav Líbal ji klade na konec 3. čtvrtiny 13. století, Jaroslav Skopec připouští 1. polovinu 14. století.
Z původní stavby se dochovalo veškeré obvodové zdivo. Svým půdorysem je kostel ojedinělou stavbou v celorepublikovém rámci. Na východě i západě má stavba symetrické polygonální zakončení v podobě pěti stran desetiúhelníku. Původní jsou i dvě úzká hrotitá okna na jižní fasádě. Někdy v pozdně gotickém období byla do lodi vložená příčná zeď s vítězným obloukem. Dendrochronologický rozbor dřevěných zbytků západní kruchty prokázal, že byla postavena kolem roku 1610. Kostelní inventář z roku 1758 uvádí při kostele kostnici. Jedná se o přístavek na severní straně lodi, postavený zřejmě nedlouho před tím. Někdy v té době byly do lodi proraženy obloukové okenní otvory a proražen mladší vstup ve v západní zdi. Oltářní menza na jižní straně vítězného oblouku pochází z postranního oltáře, doloženého v roce 1858. Poslední velká rekonstrukce kostela byla dokončena v roce 1887.

## Galerie

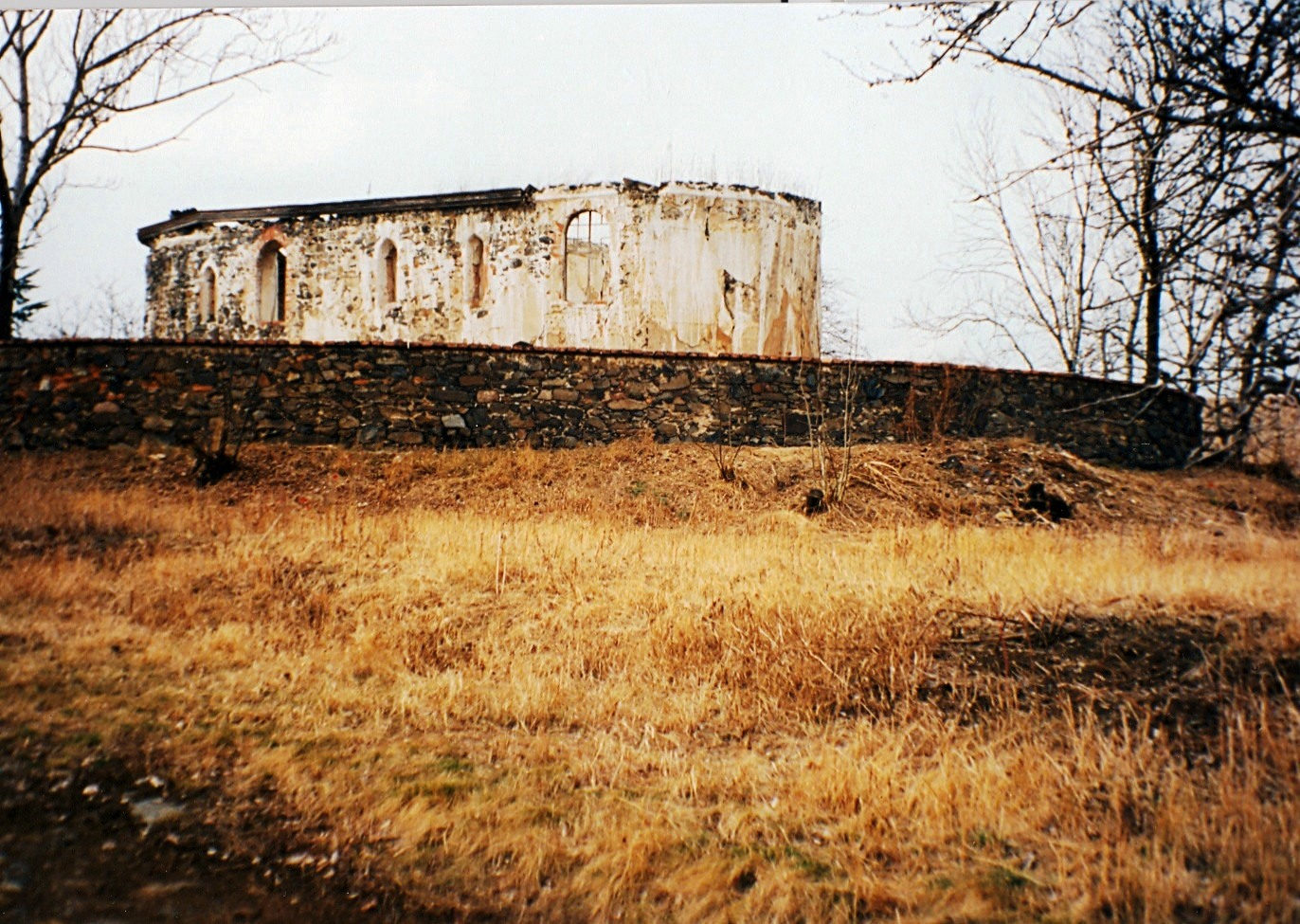
Pohled na kostel od jihu v roce 1996
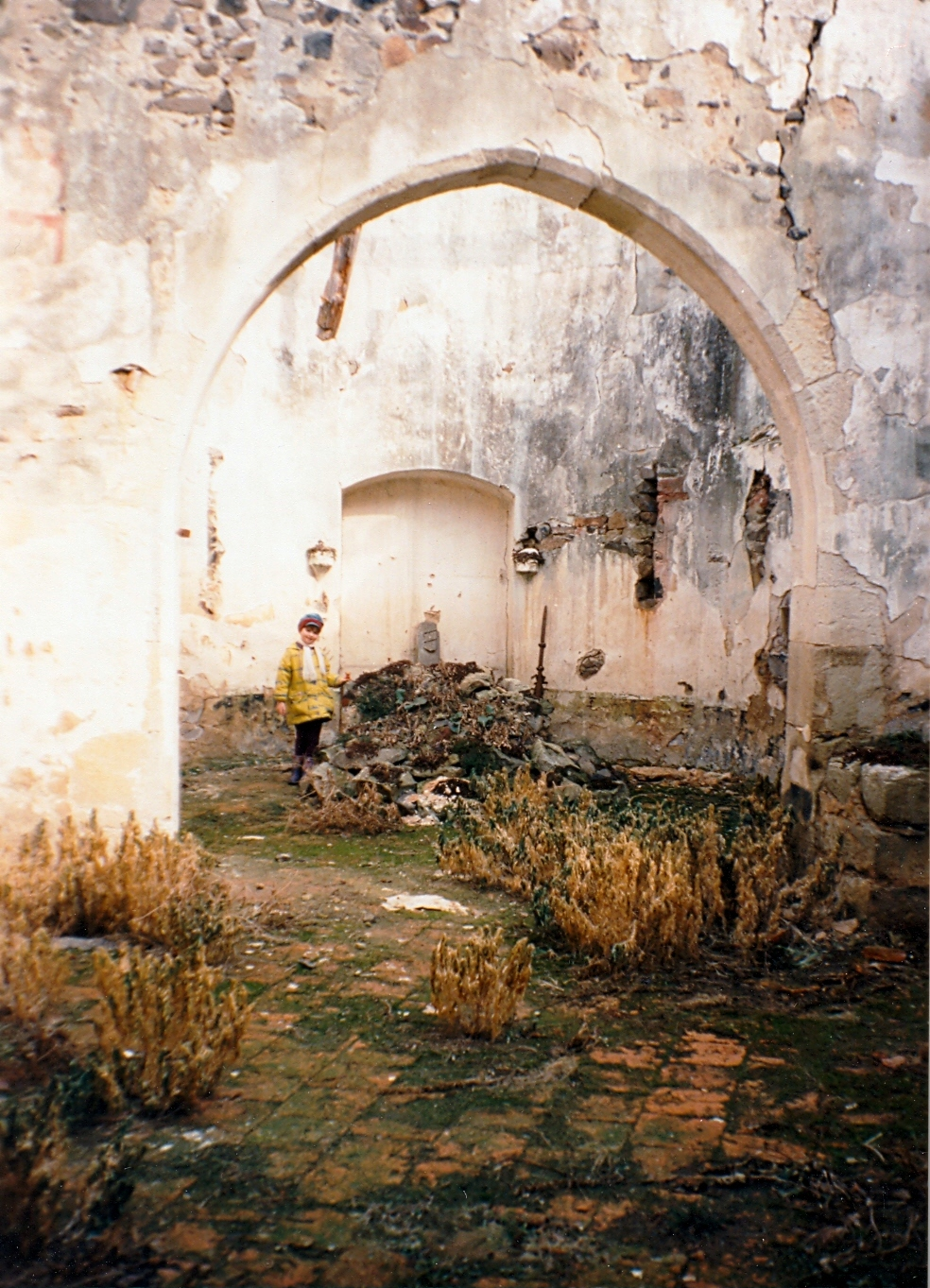
Vítězný oblouk v roce 1996, vpravo torzo menzy barokního oltáře
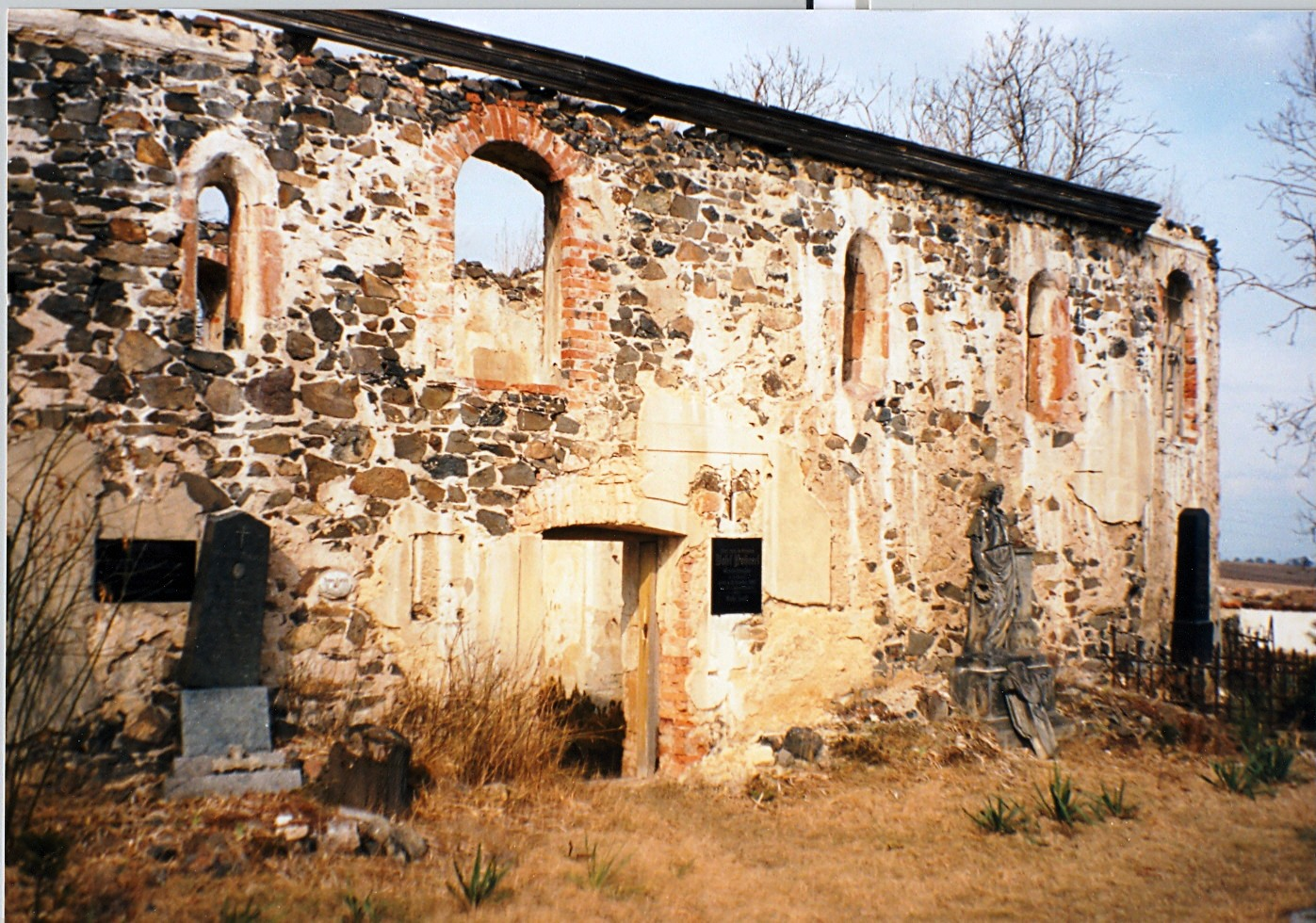
Jižní fasáda kostela v roce 1996